# Хуман Жарір
Хуман Жарір (араб. حومان جرير, нар. 30 листопада 1944, Касабланка — пом. 19 травня 2018) — марокканський футболіст, що грав на позиції нападника.
Виступав за клуб «Раджа» (Касабланка), а також національну збірну Марокко, у складі якої став автором історичного першого голу команди на чемпіонатах світу.

## Клубна кар'єра
У дорослому футболі дебютував виступами за команду «Раджа» (Касабланка) і більше десятиліття був безперечним лідером «Раджі», утворивши із Саїдом Ганді відомий атакуючий дует.
Хуман залишався вірним «Раджі» протягом усієї своєї кар'єри, і він не змінював клуби, а згодом тренував «Раджу».

## Виступи за збірну
1966 року дебютував в офіційних матчах у складі національної збірної Марокко. 12 вересня 1967 року на Середземноморських іграх в Тунісі Жарір забив свій перший гол у складі збірної, яка не подолала груповий бар'єр.
У складі збірної був учасником чемпіонату світу 1970 року у Мексиці, де Марокко також посіло останнє місце в групі, а Жарір взяв участь у двох матчах — проти Перу і ФРН. У матчі проти німців на 21 хвилині забив перший гол Марокко в історії чемпіонатів світу.
Помер 19 травня 2018 року на 74-му році життя.

## Досягнення
- Володар Кубка Марокко (1): 1974